# Marian Haber
Marian Ludwik Haber (ur. 25 sierpnia 1901 w Łojewie, zm. 2 września 1975 w Poznaniu) – polski ziemianin, marszand i kolekcjoner.

## Życiorys
Urodził się  w 1901 roku jako syn Kazimierza Habera (1872-1933) i Izabelli z Kozińskich (1878-1956), miał starszego brata Jana (1900-1985, profesora prawa, sędziego Sądu Najwyższego, dziekana Wydziału Prawa UAM). Po śmierci ojca przejął majątek Kołdrąb, którym zarządzał do wybuchu II wojny światowej. Posiadał ponadto mieszkanie w Poznaniu przy ul. Nowowiejskiego.
Mimo licznych romansów, nigdy się nie ożenił. Wedle oficjalnych informacji pozostał bezdzietny.
Formalnie był osobistym sekretarzem Jana Kiepury, był blisko związany ze Stanisławą Walasiewiczówną, korespondował z byłym samozwańczym królem Albanii Otto Wittem. W jego pałacu w Kołdrąbiu gościli m.in. biskup Antoni Laubitz, kardynał August Hlond, Leon Wyczółkowski, czy Jan Kiepura.
W 1948 roku sprzedał majątek w Kołdrąbiu archidiecezji gnieźnieńskiej.
Pochowany na cmentarzu na poznańskim Junikowie.

## Kolekcjoner
W kołdrąbskim pałacu zgromadził kolekcję obejmującą pamiątki historyczne, autografy, fotografie, dzieła sztuki.  Haber posiadał autografy m.in. Charlesa Lindbergha, Olgi Boznańskiej, Wojciecha Kossaka, gwiazd sportu i muzyki. Zbierał znaczki pocztowe, wycinki prasowe, pocztówki i autografy związane z lotnictwem, grafiki i fotografie muzyków, śpiewaków i kompozytorów. Posiadał największą w ówczesnej Polsce też kolekcję związaną z „Orlątkiem”, synem Napoleona.
Po jego śmierci komisja Muzeum Narodowego w Poznaniu wykazała 1029 eksponatów z mieszkania w Poznaniu. Kolekcja M. Habera określana była jednak wręcz jako "graciarnia" - nie była ukierunkowana na dokładny rodzaj lub tematykę dzieł sztuki. Zbiory stanowiły m.in. obrazy, zegary, meble, stara porcelana, grafiki, witraże, dywany, numizmaty, sztychy, biała broń, rzeźby oraz dokumenty historyczne z okresu od XVII do XIX wieku.